# Transformers: Revenge of the Fallen – The Album
Transformers: Revenge of the Fallen – The Album – album kompilacyjny złożony w większości z utworów wykorzystanych w filmie Transformers: Zemsta upadłych z 2009 roku. Oficjalny singel stanowi utwór „New Divide” zespołu Linkin Park.

## Lista utworów
1. "New Divide" Linkin Park
2. "21 Guns" Green Day
3. "Let It Go" Cavo
4. "Capital M-E" Taking Back Sunday
5. "Never Say Never" The Fray
6. "Burn it to the Ground" Nickelback
7. "Burning Down the House" The Used
8. "Not Meant to Be" Theory of a Deadman *
9. "Real World" The All-American Rejects *
10. "I Don't Think I Love You" Hoobastank *
11. "This Is It" Staind
12. "Almost Easy" Avenged Sevenfold *†
13. "Transformers (The Fallen Remix)" Cheap Trick *[1]

* niewykorzystane w filmiefilm
† początkowo miały być użyte w pierwszej części filmu, jednak nie zostały skompletowane na czas
Inne piosenki, które pojawiły się w filmie (jako fragmenty grane przez Bumblebee), a nie zostały wydane na soundtracku:
1. "I'm So Excited" The Pointer Sisters
2. "Your Cheatin' Heart" Hank Williams
3. "My Girl" The Temptations
4. "Super Freak" Rick James
5. "Brick House" Commodores
6. "Breakin' My Heart (Pretty Brown Eyes)" Mint Condition
7. "Little Walter" Tony! Toni! Toné!

## Historia wydania
| Region    | Data wydania    |
| --------- | --------------- |
| Australia | 12 czerwca 2009 |